# Robert Logan (acteur)
Pour les articles homonymes, voir Robert Logan.
Robert Logan est un acteur et scénariste américain né le 29 mai 1941 à Brooklyn, New York (États-Unis) et mort le 6 mai 2024 à Estero en Floride.

## Biographie
Né à Brooklyn le 29 mai 1941, Robert Francis Logan est l'aîné de huit enfants. Son père, Frank, est banquier, tandis que sa mère, Catherine, est ménagère. 
Logan meurt de causes naturelles le 6 mai 2024 à Estero en Floride à l'âge de 82 ans.

## Filmographie

### comme acteur
- 1961 : Claudelle Inglish de Gordon Douglas : Charles Henry
- 1958 : 77 Sunset Strip (série TV) : J.R. Hale (1961-1963)
- 1965 : Beach Ball de Lennie Weinrib (en) : Bango
- 1969 : Le Pont de Remagen (The Bridge at Remagen) : Pvt. Bissell
- 1971 : Catlow de Sam Wanamaker : Oley
- 1975 : The Adventures of the Wilderness Family : Skip Robinson
- 1976 : Across the Great Divide : Zachariah Coop
- 1977 : Snowbeast (TV) : Tony Rill
- 1978 : The Sea Gypsies (en) (les naufragés de l'ile perdue) de Stewart Raffill : Travis Maclaine
- 1978 : The Further Adventures of the Wilderness Family : Skip Robinson
- 1979 : Sloane, agent spécial : Thomas Remington Sloane III dans le téléfilm pilote
- 1979 : Mountain Family Robinson : Skip Robinson
- 1981 : Death Ray 2000 (TV) : T.R. Sloane
- 1981 : Kelly : Dave
- 1983 : A Night in Heaven : Whitney Hanlon
- 1986 : Man Outside : Recluse lawyer
- 1986 : Scorpion : Gordon Thomas
- 1988 : Born to Race : Theo Jennings
- 1994 : Patriots : British Soldier
- 1997 : Redboy 13 : colonel Calcan

### comme scénariste
- 1981 : Kelly